# Попов чот
Попов чот је и излетиште и видиковац на Фрушкој гори, налази покрај Партизанског пута, непосредно пре скретања за Гргуревце, а локација је означена дрвеном таблом са натписом.
На излетишту је у скорије време изграђена планинска етно-кућа с ограђеним двориштем и војвођанским чардаком који се налази близу куће. По дворишту су постављени столови и клупе за одмор и дечји кутак за игру. Иза ограђеног дворишта, у правцу запада, налазе се врх и зараван који носе назив Попов чот. Уколико се заобиђе врх, пратећи пут који доводи до њега, стиже се до некадашњег каменолома где се налази улаз у Гргуревачку пећину.